# Socket 4
Socket 4 は、初期のPentiumプロセッサ向けに設計されたCPUソケットであり、1993年に発表された。

## 仕様
Socket 4 は、5 V 動作の Pentium 専用であった。Socket 4 のあと、インテルは 3.3 V に対応した Socket 5 に切り替えた。Socket 4 は特別な Pentium OverDrive をサポートした。これは 120 MHz (60 MHz の Pentium 向け) または 133 MHz (66 MHz の Pentium 向け) で動作した。

## 採用製品
CPU
- Intel
  - Pentium

チップセット
- Intel
  - 430 Chipset
- ALi
  - ALADDiN
- SiS
  - 501
- OPTi
  - Cobra, Python